# Ángel Salcedo y Ruiz
Ángel Salcedo y Ruiz (Cádiz, 29 de mayo de 1859 - Madrid, 11 de diciembre de 1921) fue un jurista, militar, periodista, político, historiador y escritor español.

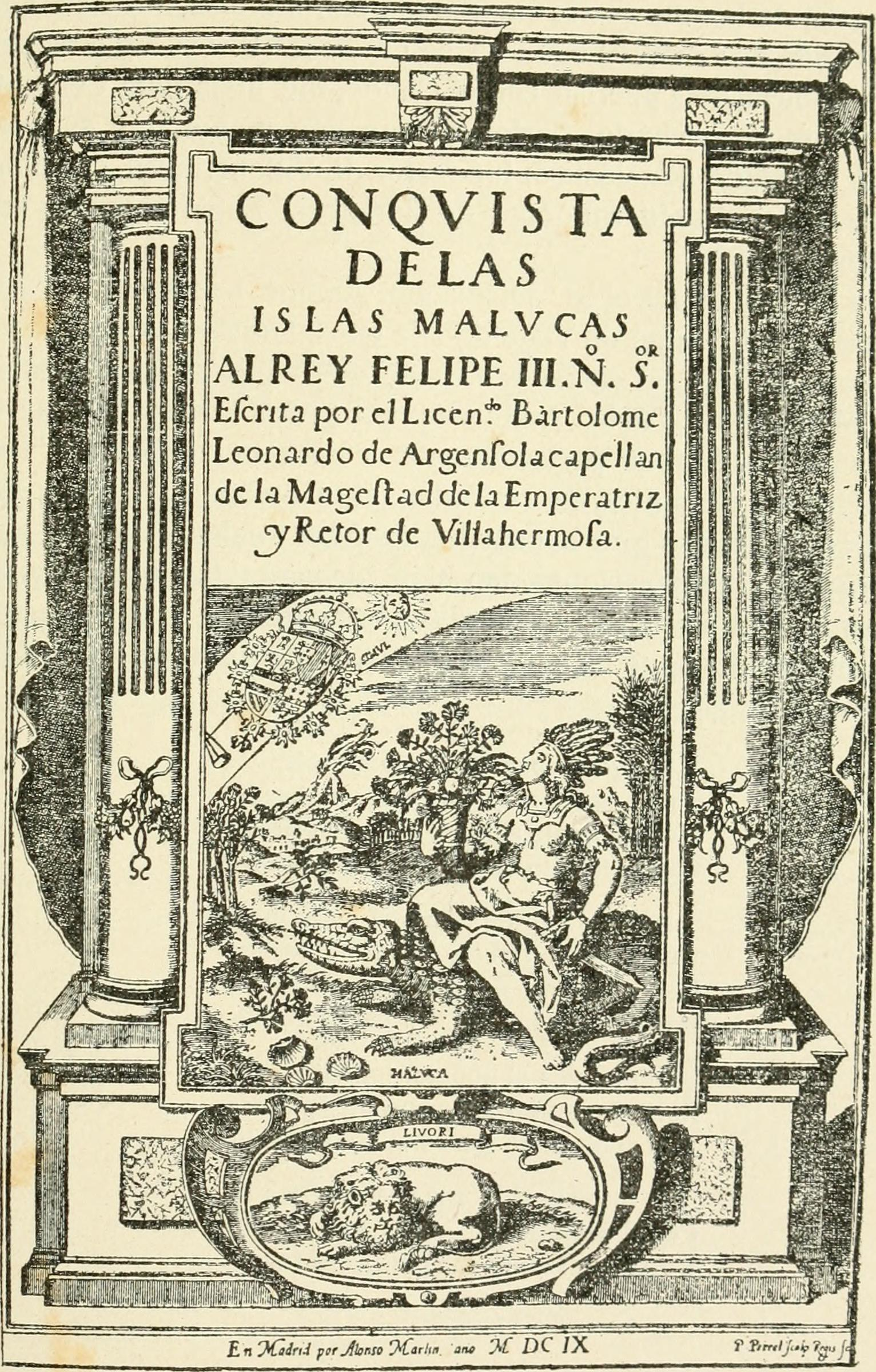
Ilustración de la obra de Ángel Salcedo: La literatura española. Resumen de Historia Crítica (1916).

## Biografía
Estudió Leyes en la Universidad Central, doctorándose en Derecho Civil y Canónico con la tesis titulada «Juicio crítico acerca de los esponsales. ¿Podría prohibirse su celebración en la parte civil?». Posteriormente hizo oposiciones al Cuerpo Jurídico Militar, y obtuvo plaza.
En las elecciones de 1891, a los 31 años de edad, fue elegido diputado a Cortes por la circunscripción de Puerto Rico. Desempeñó varios cargos civiles de importancia, entre otros, la delegación regia de Primera Enseñanza, y era consejero de Instrucción Pública. Llegaría a ser auditor general, desempeñando destino en el Consejo Supremo de Guerra y Marina. Fue también académico de la de Ciencias Morales y Políticas.
Se destacó como periodista y propagandista católico. Aunque no estuvo afiliado a ningún partido político, defendió siempre las ideas conservadoras. En Madrid dirigió La Ilustración Católica, formó parte de la redacción del Boletín de Justicia Militar y colaboró con Valentín Gómez en El Movimiento Católico.
Desde 1899 fue redactor de El Universo, diario católico fundado por Juan Manuel Orti y Lara, en el que colaboró hasta su muerte, escribiendo artículos de fondo sobre cuestiones políticas y sociales.
Usó los seudónimos de Máximo y Víctor en el semanario La Lectura Dominical, donde tenía una sección fija titulada "Crónicas Semanales". También colaboró en El Siglo Futuro, La Época y Diario de Barcelona. Fue miembro de la Asociación de Prensa de Madrid desde 1912. Publicó también numerosas obras de diversa índole e intencionalidad.
Falleció en Madrid el 11 de diciembre de 1921 y recibió sepultura en el cementerio de la Sacramental de San Justo. En la comitiva figuraron, entre otros, representaciones del Ministerio de la Guerra, consejos Supremo de Guerra y de Instrucción Pública, academias de Ciencias Morales y Políticas y de Jurisprudencia y personal de El Universo.

## Obras

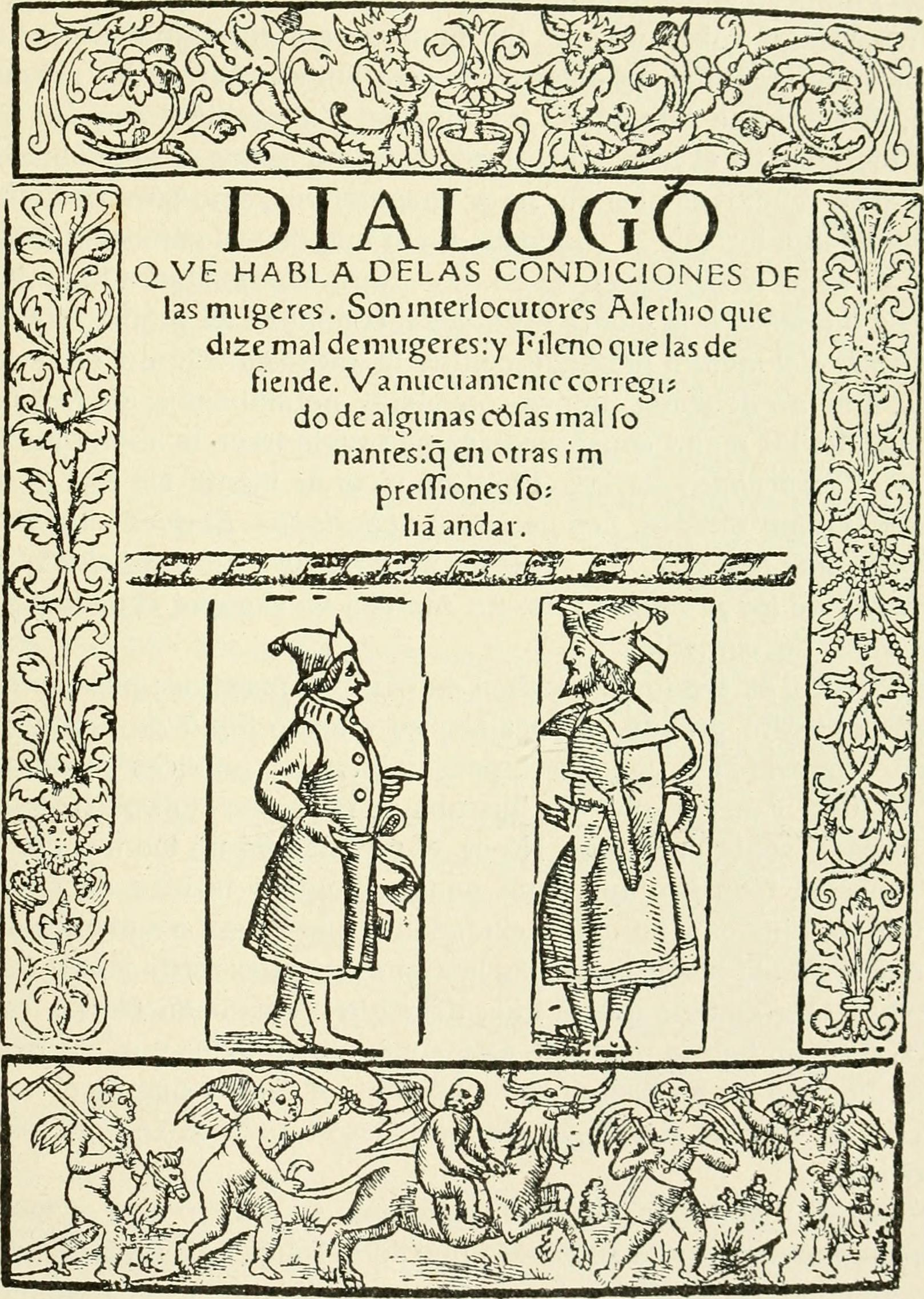
Ilustración de La literatura española. Resumen de Historia Crítica (1916).

- Víctor —Novela Madrileña—, Madrid, Estab. Tipog. de Felipe Pinto, 1887.
- El socialismo en el campo, 1894.
- Un bastardo insigne del Gran Duque de Alba (El Prior d. Hernando de Toledo). Madrid. Estab. Tip. El Trabajo. 1903.
- El coronel Cristóbal de Mondragón, 1905.
- Estado social que refleja el Quijote, Madrid: Imp. del Asilo de Huérfanos del SC de Jesús, 1905.
- La guerra de la Independencia, 1908.
- El anticlericalismo y las órdenes religiosas en España, 1908.
- Discurso de recepción en la Real Academia de Ciencias Morales y Políticas, 1913.
- Substantividad y fundamento del derecho militar, 1916
- La época de Goya. Historia de España e Hispano-América desde el advenimiento de Felipe V hasta la guerra de la Independencia. Madrid: Editorial Calleja, 1924.
- El sufragio universal y la elección por clases y gremios: memoria. Madrid: Imp. del Asilo de Huérfanos del Sagrado Corazón de Jesús, 1902.
- La literatura española. Resumen de Historia Crítica. Vol I: La Edad Media; Vol II: El Siglo de Oro; Vol III: El Clasicismo; Vol IV; Nuestros Días, Madrid: Calleja, 1915-1917, 4 vols.
- La literatura española. Resumen de historia crítica. Segunda edición refundida y muy aumentada. Ilustrada con profusión de retratos y de reproducciones de documentos, monumentos, etc., etc Madrid, Ed. Calleja, 1915-1917. Cuatro vols.
- La literatura española Resumen de Historia Crítica. Segunda edición refundida y muy aumentada. Ilustrada con profusión de retratos y de reproducciones de documentos, monumentos, etc. Tomo I .La Edad Media Madrid: Calleja, 1915.
- La Literatura Española. Resumen de Historia crítica. Segunda edición refundida y muy aumentada. Ilustrada con profusión de retratos y de reproducciones de documentos, monumentos, etc. Tomo III: El Clasicismo Madrid: Calleja, 1916.
- La literatura española: resumen de Historia Crítica, Tomo IV, Nuestros días Madrid: Calleja, 1917.
- La literatura española: resumen de Historia Crítica, Tomo II, El Siglo de Oro Madrid: Calleja, 1916.
- Bélgica y España. Artículos publicados en el Diario de Barcelona y otros periódicos. Madrid: Imprenta Católica 1916.
- Con Manuel Ángel Álvarez, Historia de España e Historia gráfica de la civilización española Madrid: Editorial Saturnino Calleja, 1914.
- Resumen histórico-crítico de la Literatura española según los estudios y descubrimientos más recientes Madrid: Saturnino Callleja Fernández, ¿1910?
- Ignacio de Loyola. Narración histórica. Madrid: La última Moda, sin año.
- La Novela de un Prohombre, Madrid, sin año, reimpresa varias veces.